# Alberto Marson
Alberto Marson   (Casa Branca, 24 de febrer de 1925 - São José dos Campos, 25 d'abril de 2018) fou un jugador de bàsquet brasiler que va competir durant les dècades de 1940 i 1950.
El 1948 va prendre part en els Jocs Olímpics de Londres, on guanyà la medalla de bronze en la competició de bàsquet. El 1949 guanyà la medalla de plata al Campionat sud-americà de bàsquet i el 1951 la de bronze en els Jocs Panamericans.
Quan morí, el 2018, era el darrer supervivent de l'equip que guanyà la primera medalla olímpica en un esport d'equip pel Brasil.